# Паратгормон
Паратгормон або паратиреоїдний гормон (ПТГ) — біологічно активна речовина, гормон, що секретується головними клітинами паращитоподібної залози. Основна дія цього гормону полягає у підвищенні концентрації кальцію в плазмі крові, на відміну від кальцитоніну, що знижує його. Дія ПТГ відбувається переважно внаслідок впливу на ПТГ-рецептор 1 (розташовані в клітинах нирки та кісток) та ПТГ-рецептор 2, який розміщений переважно в центральній нервовій системі, підшлунковій залозі та плаценті.

## Загальна характеристика
ПТГ секретується у вигляді поліпептиду, що містить 84 амінокислоти з молекулярною масою 94 кДа. Період напіврозпаду становить 4 хвилини.

## Функція

### Регуляція рівня кальцію в крові

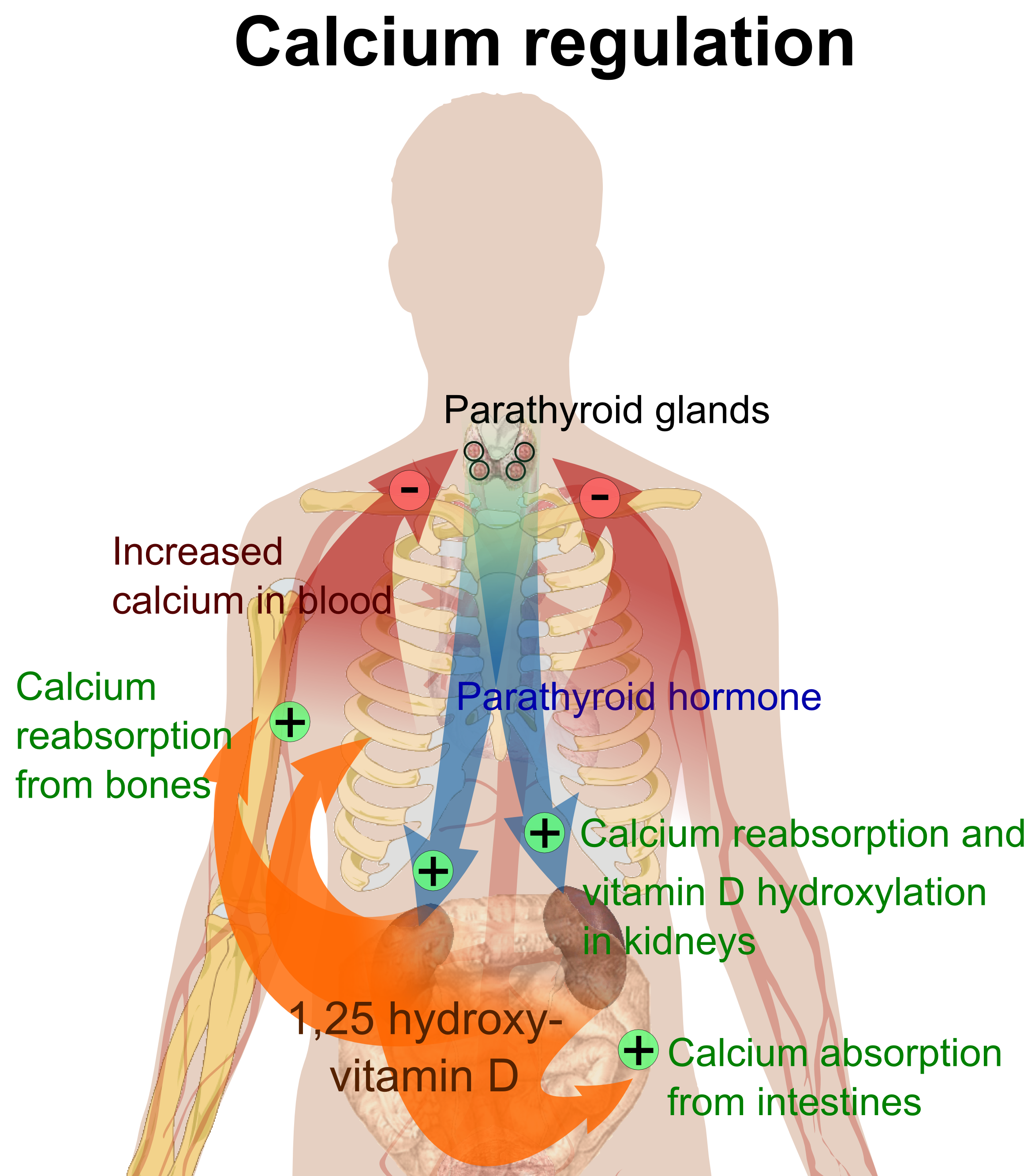
Регуляція обміну кальцію в організмі людини. Роль ПТГ показана синім кольором.

ПТГ регулює рівень кальцію в крові завдяки впливу на наступні тканини:
| Тканина           | Ефект |
| Кістка            | Підсилює вивільнення кальцію, а також фосфатів, з його депо в кістках. Резорбція кістки — це нормальне фізіологічне руйнування кістки остеокластами, робота яких опосередковано стимулюється ПТГ, оскільки остеокласти не мають рецепторів ПТГ. |
| Нирка             | ПТГ підсилює реабсорбцію кальцію та магнію в дистальних канальцях нирки, що потрапляє до нирок внаслідок дії остеокластів в кістках. Реабсорбція кістки призводить до вивільнення кальцію та фосфатів, з подальшим підвищенням рівня кальцію та до зниження рівня фосфору в крові.                                                                  |
| Кишка через нирки | ПТГ посилює абсорбцію кальцію в кишці через посилення продукції вітаміну Д, активація якого відбувається в нирках. ПТГ посилює утворення 25-гідроксивітаміну D3 1-альфа-гідролази, ензиму, що конвертує вітамін Д в активну форму. Ця активна форма вітаміну Д має властивість підвищувати абсорбцію кальцію (Ca2+ іонів) в кишці через кальбіндин. |

## Клінічне значення
- Гіперпаратиреоїдизм — стан, який виникає при надмірній секреції ПТГ, внаслідок розвитку однієї з двох патологій. Первинний гіперпаратиреоїдизм виникає внаслідок власне автономної гіперсекреції ПТГ клітинами паращитопдібної залози, тоді як вторинний гіперпаратиреоїдизм розвивається внаслідок фізіологічної відповіді організму на гіпокальціємію.
- Гіпопаратиреоїдизм — характеризується низьким рівнем ПТГ в плазмі крові. Виникає в результаті пошкодження або видалення паращитоподібних залоз.

- Деякі генетичні аномалії, що виникають надзвичайно рідко, можуть призводити до порушення метаболізму ПТГ: псевдогіпопаратиреоїдизм, родинна гіпокальційурична гіперкальциємія, автосомно-домінантна гіпокальційурична гіперкальциємія.

## Вимірювання ПТГ
Декілька форм ПТГ можуть бути визначеними в крові: інтактний ПТГ; N-закінчення ПТГ; половина молекули ПТГ, С-закінчення ПТГ.
В нормальних умовах рівень ПТГ коливається в межах 10-60 пг/мл.